# 케임브리지 대학교
케임브리지 대학교(영어: University of Cambridge)는 영국 잉글랜드 케임브리지에 위치한 영어권에서 가장 오래된 전통을 가진 대학 중 하나이며, 연구중심의 국립대학이다. 케임브리지 대학교, 1209년에 설립되었으며, 815년 이상의 오랜 역사와 큰 영향력으로 2024년까지 125명의 노벨상 수상자를 배출한, 세계의 일류 대학 중 하나가 되었다.
케임브리지 대학교는 수많은 노벨상 수상자들과 세계적인 인재를 거의 매년 배출하였다. 2024년 한해에만 4명이 본교 동문이 노벨상을 받았는데, (구글 A.I. 알파고로 이름을 알린) 데미스 허사비스 (Sir Demis Hassabis), 존 점퍼 (John Jumper)가 노벨 화학상을 받았으며, 노벨 물리학상에는 제프리 힌튼 (Geoffrey Hinton)과 존 홉필드 (John Hopfield)이 있다. 또한, 2000년 이후부터 2020년까지도 거의 매년 1~2명의 노벨상 수상자 (2009년에는 3명, 2024년에는 4명), 현재 2024년까지 (순수히 졸업생 기준으로) 총 125명의 노벨상 수상자를 배출하였다. 또한, 11명의 필즈 메달(Fields Medal), 6명의 튜링상(Turing Award) 수상자, 그리고 15명의 영국 총리(British Prime Minister)를 배출하였다.
케임브리지 대학교는 1209년에 설립되었으며, 815년 이상 동안 이어 온 깊은 역사와 전통을 자랑한다.
세계에서 유명한 장학금으로 인정받는 빌 게이츠 장학금(Gates Scholarship)을 수여하는 유일한 대학이기도 하다.
케임브리지 대학교는 세계에서 가장 오래된 과학연구단지인 케임브리지 사이언스 파크(Cambridge Science Park)를 가진 대학으로서, 미국의 실리콘 벨리와 함께 세계 과학 단지로서 양대산맥으로 인정받고 있다.
세계경제포럼이 선정한 세계 최상위 대학 중 하나이다. 현재 케임브리지 대학교의 총장은 스티븐 툽이다.

## 역사

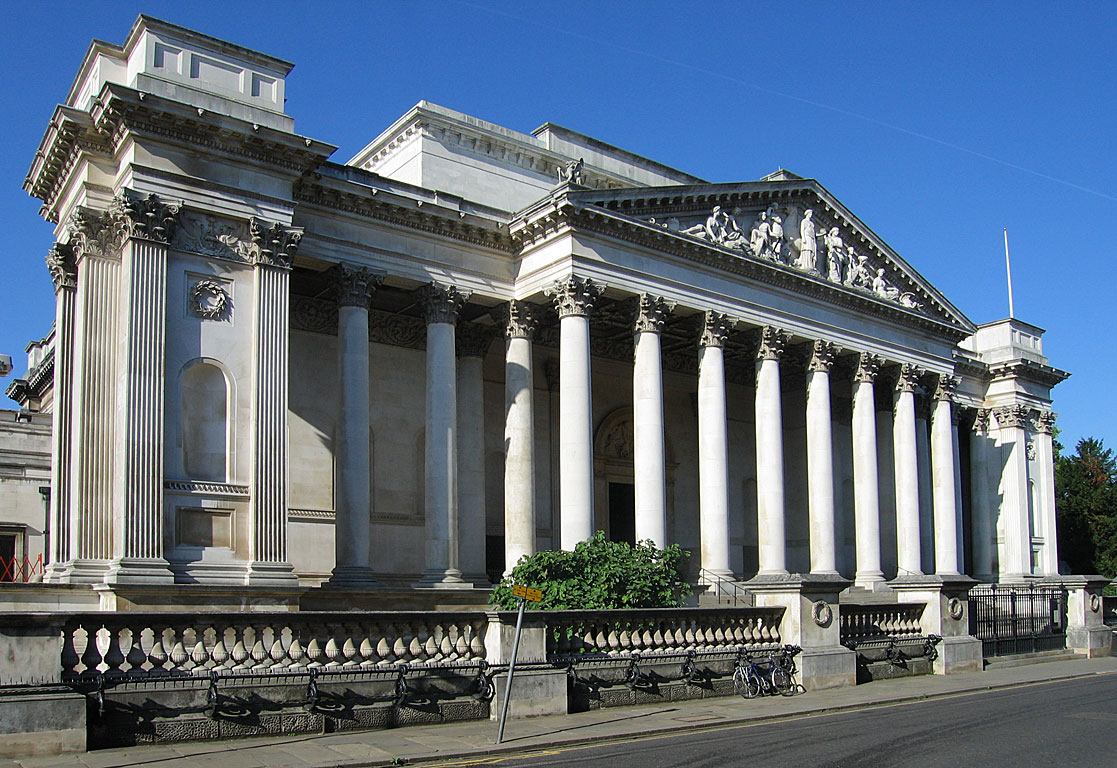
피츠윌리엄 박물관, 케임브리지대학교 고대 유물 예술 박물관

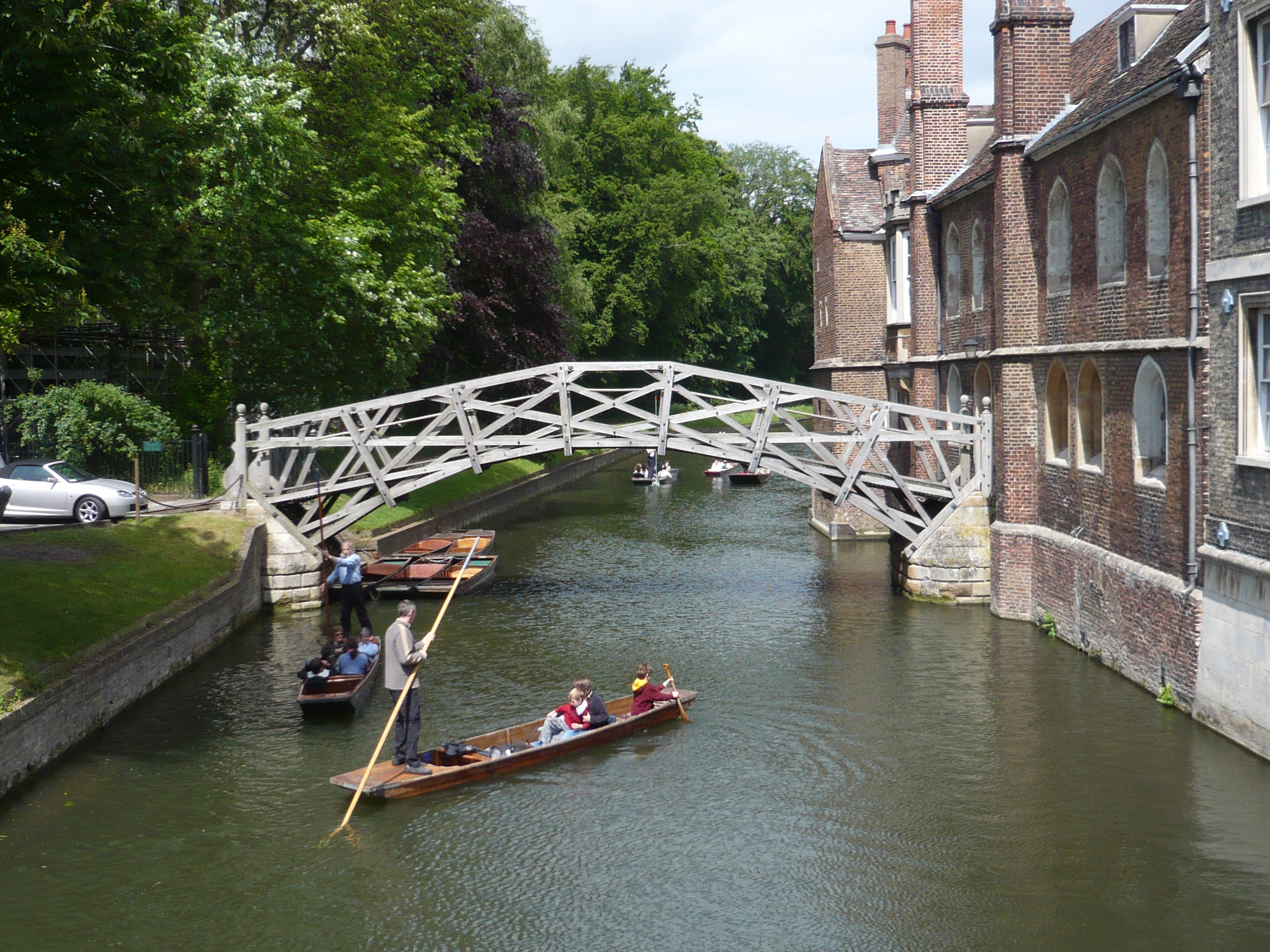
케임브리지대학교 수학의 다리

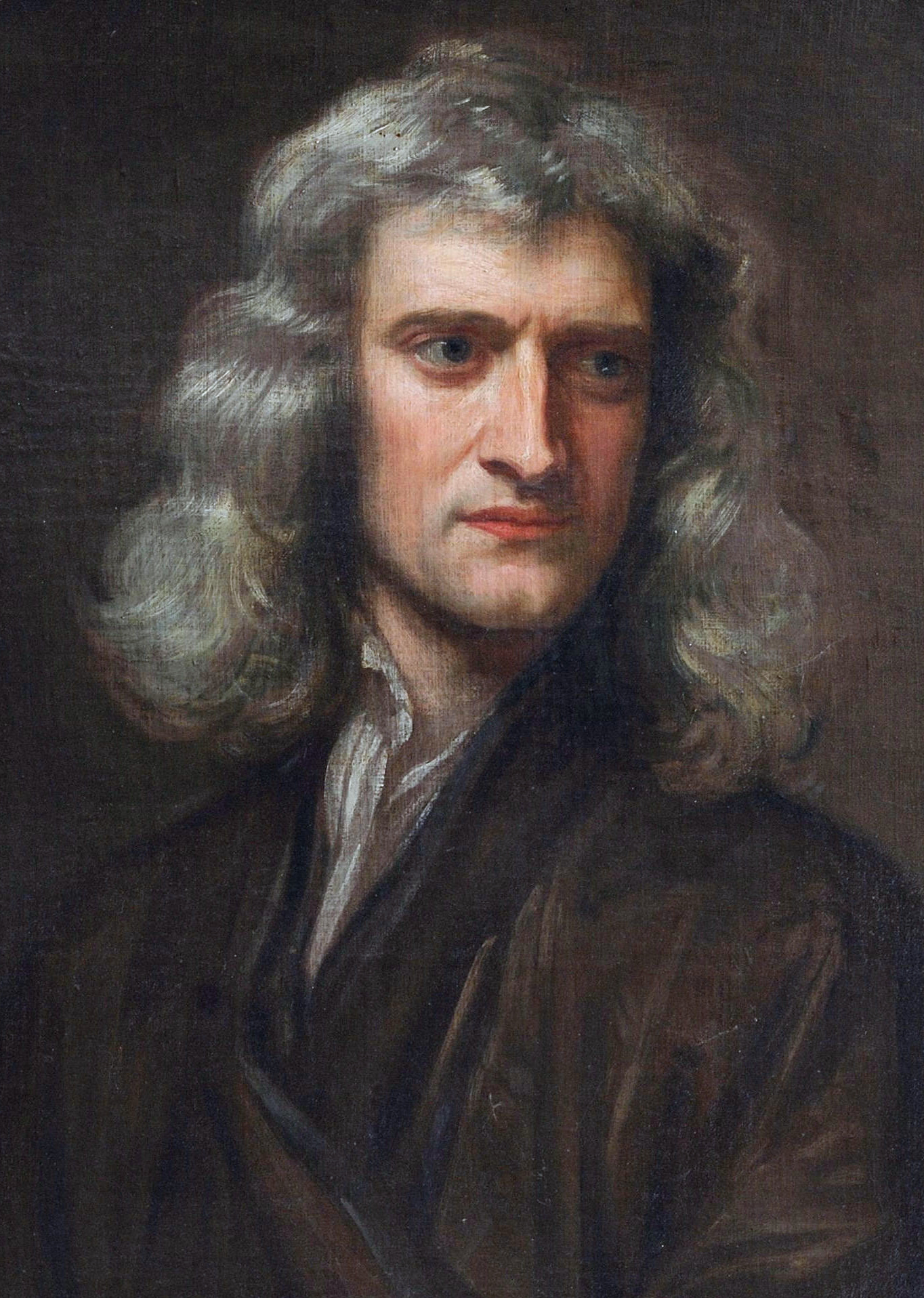
아이작 뉴턴

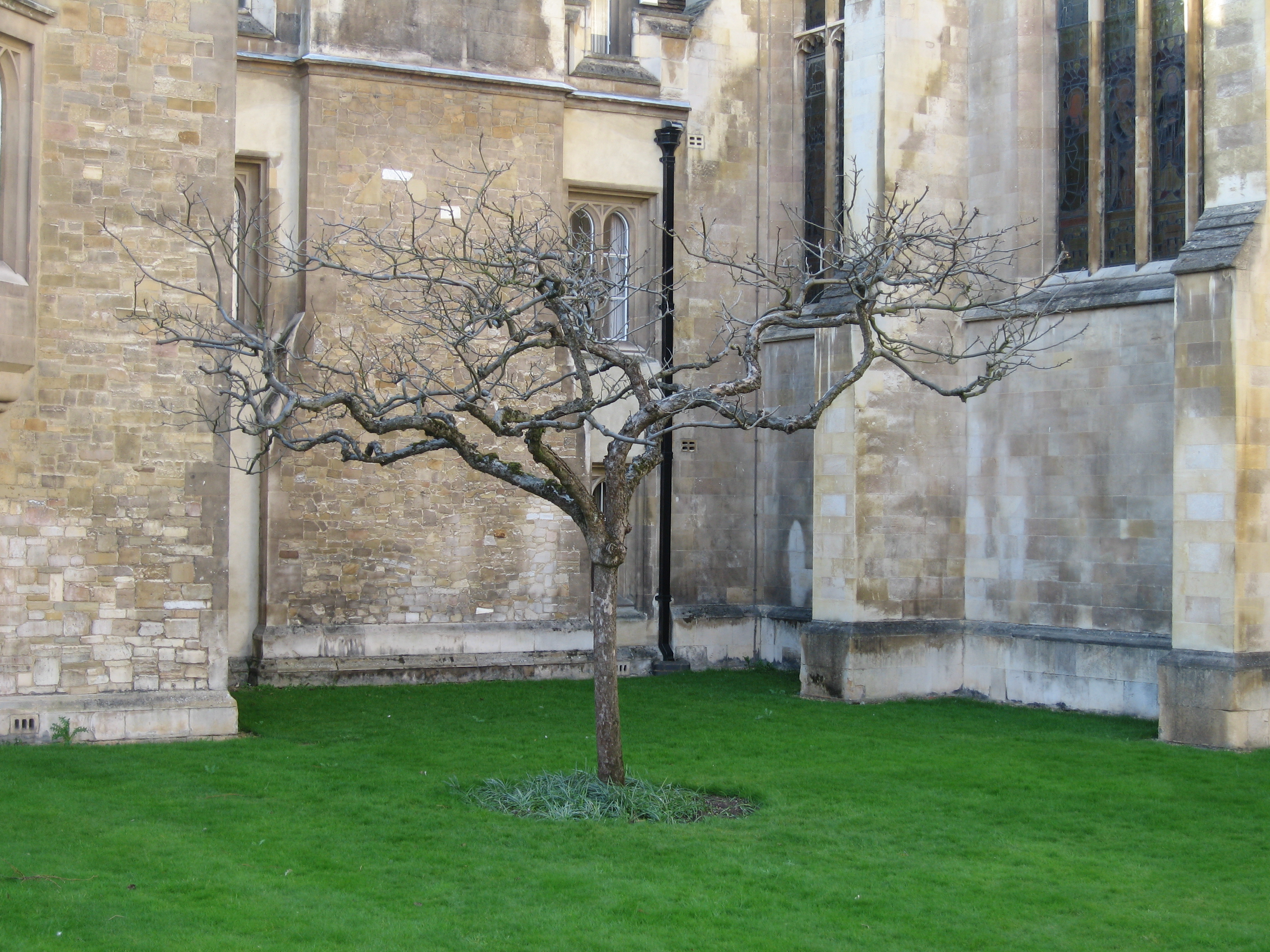
케임브리지대학교에 있는 뉴턴의 사과 나무

케임브리지 대학교는 1209년에 설립되었으며, 영어권에서 가장 오래된 대학교 중 하나이다. 총장은 엘리자베스 여왕의 부군인 에딘버러 공 필립이며, 또한 단일 대학이 아닌 31개의 칼리지의 집합체이다. 칼리지는 "학료" 등으로 옮길 수 있는 말로 전문대학 내지 단기대학이나 단과대학과는 구분하여야 한다. 미국의 칼리지 시스템하고도 다르다.
케임브리지 대학교는 런던에서 북쪽으로 80km 떨어진 캠 강가에 자리잡고 있다. 케임브리지는 대학이 있기 전부터 중요한 도시였다. 이 지역은 한때 로마 제국에 의해 점령되었다가 나중에 윌리엄이 요새화했다. 머턴 칼리지를 모델로 하여 일리의 주교였던 휴고 드 발셤이 첫 번째 칼리지인 피터하우스를 설립했다. 그 후 300년에 걸쳐 다른 칼리지들이 많이 설립되었다. 케임브리지 대학교는 1318년에 교황 요한네스 22세로부터 스투디움 게네랄레로 공식 인가를 받았다. 케임브리지 대학교는 1502년에 대학 최초로 신학 교수직을 만든 후 명성을 얻기 시작했다. 1511년 D. 에라스무스가 케임브리지 대학교로 와서 르네상스 시대의 신학문을 정착시켰다. 1546년에 헨리 8세가 트리니티 칼리지를 설립했으며 이 칼리지는 아직까지 이 대학교 소속 칼리지 중에서 가장 규모가 크다. 케임브리지 대학교는 옥스퍼드대학교와 파리대학교에 의해 확립된 유형에 적응하여 1571년에 공식적으로 법인이 되었다.
교과는 주로 전통적인 3개 학(라틴어 문법, 수사학, 논리학), 4개 과(산술·기하·음악·천문학)에 의존했다. 이후 계속 공부하면 신학·법학·의학 분야의 학위를 받을 수 있었다. 케임브리지 대학교의 학과로는 건축·예술사·고전·신학·영어·언어학·음악·동양학·경제학·경영학·정치학·교육학·역사학·법학·철학·공학·지리학·지질학·수학·물리학·화학·고고학·인류학·생물학·임상의학 등이 있다. 케임브리지 대학교의 건물들은 깊은 역사와 전통을 간직하고 있다.

## 학교 생활

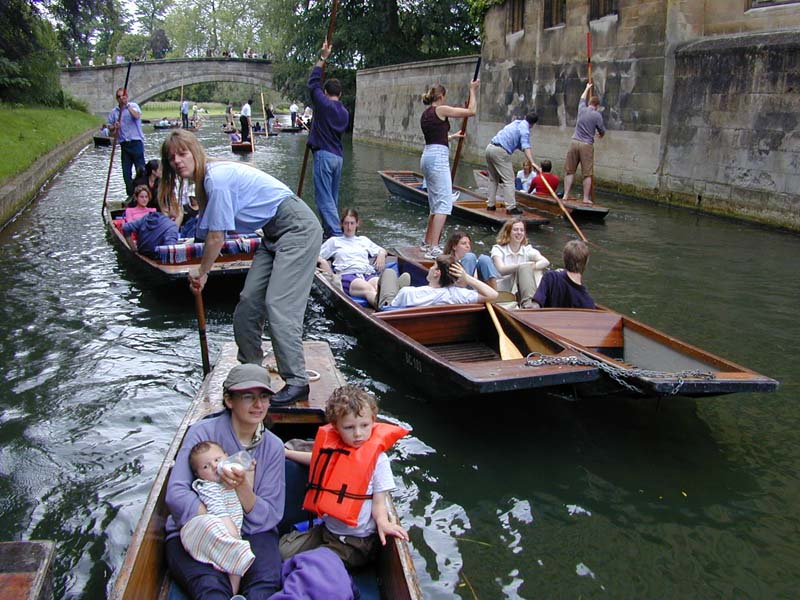
캠강(River Cam)에서의 펀팅

### 강의
케임브리지는 기본적인 강의(lecture)와 함께 개인교습(Supervision)이라는 전통적인 교육방식을 채택하여 시행하고 있는 것으로 유명하다. 교수와의 1:1 수업을 바탕으로 하고 있는 개인교습 수업은 학생들의 전공에 대한 매우 깊고 풍부한 이해를 하는데 큰 역할을 하는 것으로 알려져 있다. 각각의 칼리지에 소속되어 있는 교수들은 각자의 과목들의 재학생들을 나누어 맡아 개인교습을 실시한다. 이러한 케임브리지 대학교의 소규모 강의에 대한 투자는 세계 각지의 대학에 많은 영감을 주었다. 특히 미국 내 리버럴 아츠 칼리지의 학부 중심 교육 과정이 케임브리지 대학교를 모델 삼아 만들어진 것이다.
교사와 학생이 침식을 함께하며 같은 건물에서 살고 같이 공부하는 수도원식의 공부방법을 따른다. 19세기 중반까지 교원은 영국의 국교인 영국 성공회 신자이어야 하고 평생 결혼을 하지 않아야 했다. 하지만 19세기 이후 대학 개혁에 따라 이러한 의무는 완화되어 현재는 대학교 안에서 살고 있는 교원은 그리 많지 않다. 케임브리지 대학 거튼 칼리지는 영국에서 최초로 여성전료제 칼리지로서 19세기에서 20세기 초에 걸쳐 여성교육에 크게 기여하였으며, 현재는 남녀공학이다.
각각의 칼리지에는 강한 분야의 특징이 있는데, 기본적으로는 각 분야의 공부를 하는 학생과 연구자가 몰려있다. 분야를 넘어선 인간관계를 형성하여 학제적 연구가 생성되는 강점을 가진 시스템이다. 학부생의 교육은 칼리지 단위에서 1대1에서 많아도 3인 정도의 소수교육이 이루어진다. 강의는 대학 학부 단위에서 행해지나 출석 검사는 하지 않고 학생의 자유의사에 맡겨져 있다.

### 졸업
케임브리지의 졸업생들은 3년간의 수업기간 후 졸업 시 6등급 중 하나의 졸업장을 수여받는다.
- First Class Honour
- Second Class Upper Honour (2:1)
- Second Class lower honour (2:2)
- Third Class Honour
- Pass
- Fail

### 사교 생활
케임브리지 신사(Cambridge Gentlemen)라는 말이 있지만 학생들이 공부에만 집착하는 것은 아니다. May Ball과 같은 무도회를 열며 캠퍼스를 가로지르는 캠강에서 선상 펀팅(punting) 등으로 학업 피로를 풀기도 한다. 다른 대학교와의 교류관계에 있어서는 옥스퍼드 대학교에 대한 대항의식이 세어 서로 “다른 쪽(the other place)”이라고 부를 뿐만 아니라, 밴드라고 부르는 뱃놀이에서도 다른 방향으로 노를 젓는다.

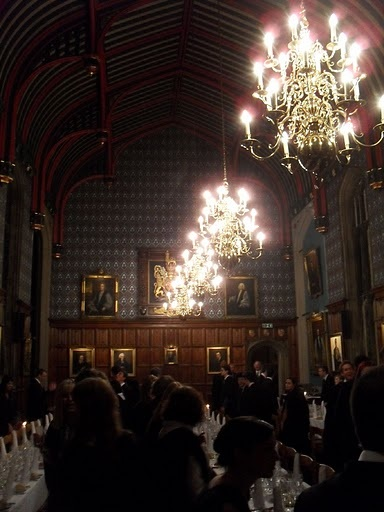
케임브리지의 Dining Hall

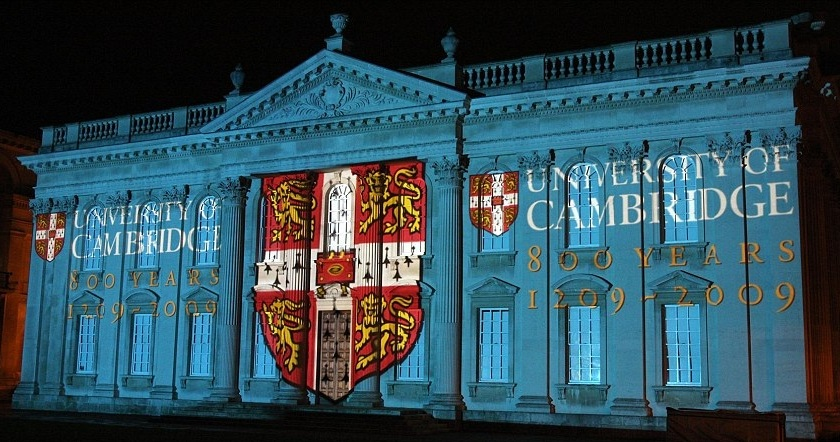
케임브리지대학교 800주년 기념 라이트쇼

## 컬렉션

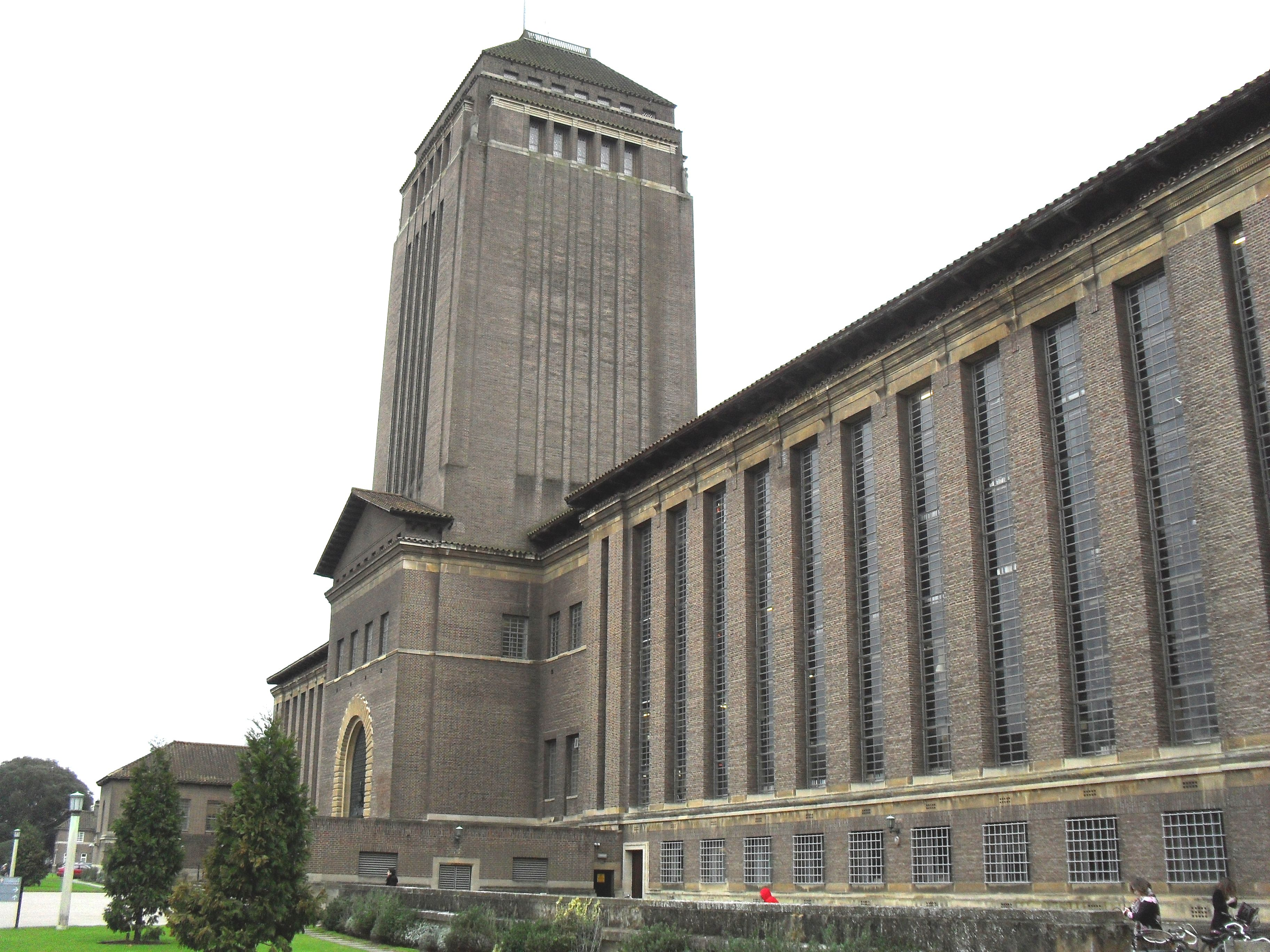
케임브리지대학교 도서관.

케임브리지 대학교에는 114개의 도서관이 있다. 서울대학교의 30배에 달하는 3,000만 권의 장서와 각종 자료가 114개의 도서관에 비치되어 있다. 더불어 8개의 예술, 문화, 과학 박물관과 식물학 농원을 운영하고 있다. 피츠윌리엄 박물관에는 이집트·그리스·로마의 고대 유물, 중세 및 근대의 필사 원고, 유럽 거장의 회화 등이 소장되어 있다.
크라이스츠 칼리지의 마당에 있는 뽕나무 아래에서 밀턴이 〈리시더스 Lycidas〉를 썼다고 전해지며, 모들린 칼리지에 원형 그대로 보존된 새뮤얼 페피스 도서관이 있다.
크리스토퍼 렌이 설계한 성당은 펨브로크 칼리지와 이마누엘 칼리지에 있다. 1800만 권의 책이 소장된 대학도서관은 전 세계에서 출판되는 모든 책이 소장되는 몇 안 되는 도서관 중의 하나이다. 중세사·교회사·근대사에 관한 액턴 장서, W. G. 애시턴의 일본 장서, 찰스 다윈의 논문, 웨이드의 중국어 소장품 등이 이 도서관에 소장되어 있는 유명한 자료들이다.
- Fitzwilliam Museum
- Kettle's Yard
- Museum of Archaeology and Anthropology, University of Cambridge
- Cambridge University Museum of Zoology
- Museum of Classical Archaeology, Cambridge
- Whipple Museum of History of Science
- Sedgwick Museum of Earth Sciences
- Scott Polar Research Institute
- Cambridge University Botanic Garden

## 칼리지 일람
- 크라이스츠 칼리지 (케임브리지 대학교) (Christ's College)
- 처칠 칼리지(Churchill College)
- 클레어 칼리지(Clare College)
- 클레어 홀 칼리지(Clare Hall College)
- 코퍼스 크리스티 칼리지(Corpus Christi College)
- 다윈 칼리지(Darwin College)
- 다우닝 칼리지(Downing College)
- 임마누엘 칼리지 (케임브리지 대학교) (Emmanuel College)
- 핏츠윌리엄 칼리지(Fitzwilliam College)
- 거튼 칼리지(Girton College)
- 곤빌 앤드 키스 칼리지(Gonville and Caius College)
- 호머튼 칼리지(Homerton College)
- 휴즈홀 칼리지(Hughes Hall College)
- 지저스 칼리지(Jesus College)
- 킹스 칼리지(King's College)
- 루시 캐번디시(Lucy Cavendish)
- 모들린 칼리지(Magdalene College)
- 뉴 홀 칼리지(New Hall)
- 뉴넘 칼리지(Newnham College)
- 펨브로우크 칼리지(Pembroke College)
- 피터 하우스(Peterhouse)
- 퀸즈 칼리지(Queens' College)
- 로빈슨 칼리지(Robinson College)
- 세인트 에드먼즈 칼리지(St. Edmund's College)
- 세인트 존즈 칼리지(St. John's College)
- 셀윈 칼리지(Selwyn College)
- 시드니 서섹스 칼리지(Sidney Sussex College)
- 트리니티 칼리지(Trinity College, 1546)
- 트리니티 홀(Trinity Hall College)
- 울프슨 칼리지(Wolfson College)
- 세인트 케서린즈 칼리지 (St. Catherine's College)

## 미디어 속의 케임브리지 대학교

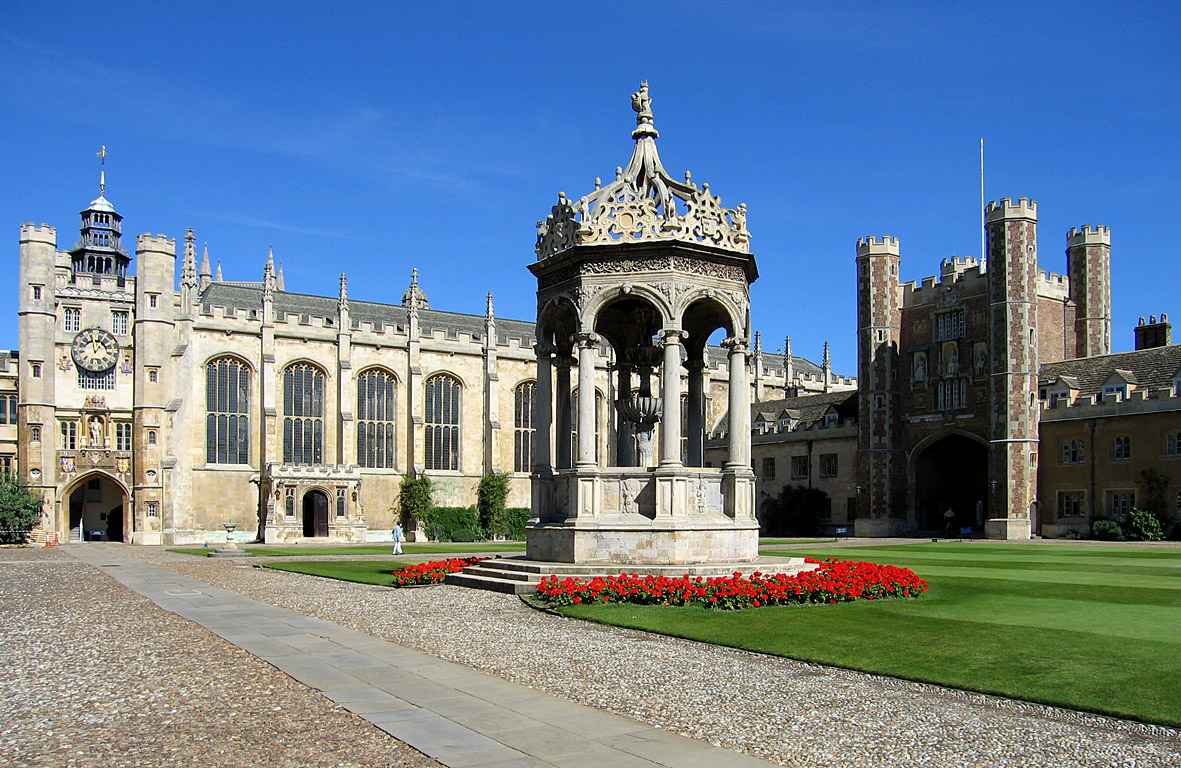
케임브리지,트리니티칼리지

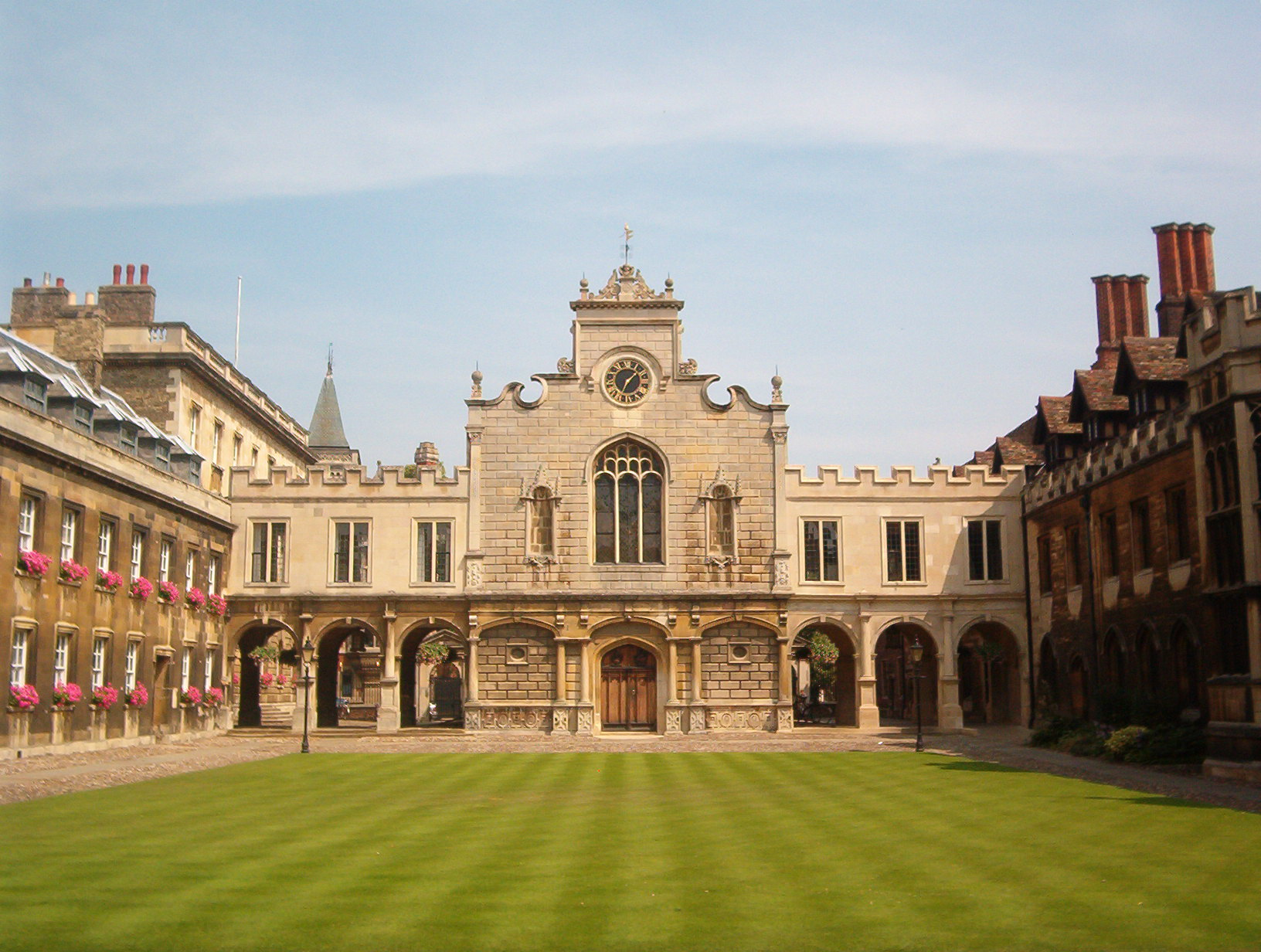
케임브리지 피터스하우스

- 《케임브리지 교수들에게 듣는 인생철학 51강》(서적, 2011년)

- 《무한대를 본 남자》(영화 - 원제: The Man Who Knew Infinity, 2016년 - 제레미 아이언스, 데브 파텔 주연) 인도의 빈민가 출신으로 전설적인 천재 수학자인 케임브리지대학교의 라마누잔을 다룬 영화
- 《이미테이션 게임》(영화 - 원제: The Imitation Game, 2015년 - 모르텐 튈둠 감독, 베네딕트 컴버배치 키이라 나이틀리 주연)

영국의 케임브리지대학 출신 수학자, 공학자, 컴퓨터계의 노벨상으로 불리는 튜링 상(A. M. Turing Award)의 원조, 제2차 세계대전 당시엔 독일군을 격파하기 위해 암호해독을 맡기도 한, 앨런 튜링의 삶을 그린 영화.
- 《사랑에 대한 모든 것》(영화 - 원제: The Theory of Everything, 2015년 - 제임스 마시 감독, 에디 레드메인 주연)

블랙홀과 우주의 기원에 괸해 연구하고 베스트셀러 '시간의 짧은 역사"를 쓴 이론물리학자 스티븐 호킹박사의 케임브리지 대학교 학창 시절의 학업과 사랑을 그린 영화.
- 《해리 포터 시리즈》(영화, 2010년)

- 《유령작가》 (영화 - 원제: The Ghost Writer, 2010년 - 로만 폴란스키 감독)

- 《러브 인 클라우즈》 (영화 - 원제: Head In The Clouds 2008년 - 샬리즈 시어런, 페넬로페 크루스 주연)

- 《케임브리지 스파이》 (드라마 - 원제: Cambridge Spies, 2003년)

- 《모리스》 (영화 - 원제: E. M. Foster, 1987년 - 휴 그랜트 주연)

- 《불의 마차》 (영화 - 원제: Chariot of Fire, 1981년)

- 《호킹》 (영화 - 원제: Steven Hawking, 2008년) - 물리학자 스티븐 호킹의 삶을 그린 영화

- 《아인슈타인과 에딩턴》 (영화 - 원제: Einstein and Eddington) 물리학자 알베르트 아인슈타인과 아서 스탠리 에딩턴의 관계를 그린 영화

## 같이 보기
- 대학별 노벨상 수상자 목록
- 영국의 대학 목록
- 케임브리지 대학교의 칼리지들